# 95449 Frederickgregory
95449 Frederickgregory este o planetă minoră (asteroid), cu un diametru de 2,813 km, din centura de asteroizi. A fost descoperită pe 7 februarie 2002 la Observatorul Național Kitt Peak de Marc Buie⁠(d). 
Obiectul prezintă o orbită caracterizată de o semiaxă mare de 2,7344110743695 UAi, o excentricitate de 0,098373804463933, o înclinație de 11,874365640327 ° în raport cu ecliptica.